# Natation aux Jeux olympiques d'été de 2000
Navigation
Lors des Jeux olympiques d'été de 2000, trente-deux épreuves de natation sont organisées du 16 au 23 septembre 2000 dans l'Aquatic Centre de Sydney situé au cœur du Sydney Olympic Park. S'y déroulent également les compétitions de natation synchronisée, de plongeon et de water polo.
Onze records du monde dont six individuels sont battus lors des compétitions globalement dominées par les États-Unis qui terminent à la première place du tableau des médailles.

## Tableau des médailles
| Rang  | Pays           | Médaille d'or | Médaille d'argent | Médaille de bronze | Total |
| 1     | États-Unis     | 14            | 8                 | 11                 | 33    |
| 2     | Australie      | 5             | 9                 | 4                  | 18    |
| 3     | Pays-Bas       | 5             | 1                 | 2                  | 8     |
| 4     | Italie         | 3             | 1                 | 2                  | 6     |
| 5     | Ukraine        | 2             | 2                 | 0                  | 4     |
| 6     | Roumanie       | 2             | 1                 | 1                  | 4     |
| 7     | Suède          | 1             | 2                 | 1                  | 4     |
| 8     | Hongrie        | 1             | 0                 | 0                  | 1     |
| 9     | Japon          | 0             | 2                 | 2                  | 4     |
| 10    | Slovaquie      | 0             | 2                 | 0                  | 2     |
| 11    | Afrique du Sud | 0             | 1                 | 1                  | 2     |
| -     | Russie         | 0             | 1                 | 1                  | 2     |
| 13    | France         | 0             | 1                 | 0                  | 1     |
| 14    | Allemagne      | 0             | 0                 | 3                  | 3     |
| 15    | Costa Rica     | 0             | 0                 | 2                  | 2     |
| 16    | Brésil         | 0             | 0                 | 1                  | 1     |
| -     | Canada         | 0             | 0                 | 1                  | 1     |
| -     | Espagne        | 0             | 0                 | 1                  | 1     |
| Total | Total          | 33            | 31                | 33                 | 97    |

## Podiums

### Hommes
| Discipline           | Médaille d'or                                                   | Médaille d'or     | Médaille d'argent                                              | Médaille d'argent | Médaille de bronze                                                              | Médaille de bronze |
| Nage libre           |                                                                 |                   |                                                                |                   |                                                                                 |                    |
| 50 m                 | Anthony Ervin Gary Hall Jr.                                     | = 21 s 98         | -                                                              | -                 | Pieter van den Hoogenband                                                       | 22 s 03            |
| 100 m                | Pieter van den Hoogenband                                       | 48 s 30           | Alexander Popov                                                | 48 s 69           | Gary Hall Jr.                                                                   | 48 s 73            |
| 200 m                | Pieter van den Hoogenband                                       | 1 min 45 s 35 RM= | Ian Thorpe                                                     | 1 min 45 s 83     | Massimiliano Rosolino                                                           | 1 min 46 s 65      |
| 400 m                | Ian Thorpe                                                      | 3 min 40 s 59 RM  | Massimiliano Rosolino                                          | 3 min 43 s 40     | Klete Keller                                                                    | 3 min 47 s 00      |
| 1500 m               | Grant Hackett                                                   | 14 min 48 s 33    | Kieren Perkins                                                 | 14 min 53 s 59    | Chris Thompson                                                                  | 14 min 56 s 81     |
| Papillon             |                                                                 |                   |                                                                |                   |                                                                                 |                    |
| 100 m                | Lars Frölander                                                  | 52 s 00           | Michael Klim                                                   | 52 s 18           | Geoff Huegill                                                                   | 52 s 22            |
| 200 m                | Tom Malchow                                                     | 1 min 55 s 35     | Denys Sylantyev                                                | 1 min 55 s 76     | Justin Norris                                                                   | 1 min 56 s 17      |
| Dos                  |                                                                 |                   |                                                                |                   |                                                                                 |                    |
| 100 m                | Lenny Krayzelburg                                               | 53 s 72           | Matt Welsh                                                     | 54 s 07           | Stev Theloke                                                                    | 54 s 82            |
| 200 m                | Lenny Krayzelburg                                               | 1 min 56 s 76     | Aaron Peirsol                                                  | 1 min 57 s 35     | Matt Welsh                                                                      | 1 min 57 s 59      |
| Brasse               |                                                                 |                   |                                                                |                   |                                                                                 |                    |
| 100 m                | Domenico Fioravanti                                             | 1 min 00 s 46     | Ed Moses                                                       | 1 min 00 s 73     | Roman Sludnov                                                                   | 1 min 00 s 91      |
| 200 m                | Domenico Fioravanti                                             | 2 min 10 s 87     | Terence Parkin                                                 | 2 min 12 s 50     | Davide Rummolo                                                                  | 2 min 12 s 73      |
| 4 nages              |                                                                 |                   |                                                                |                   |                                                                                 |                    |
| 200 m                | Massimiliano Rosolino                                           | 1 min 58 s 98     | Tom Dolan                                                      | 1 min 59 s 77     | Tom Wilkens                                                                     | 2 min 00 s 87      |
| 400 m                | Tom Dolan                                                       | 4 min 11 s 76 RM  | Erik Vendt                                                     | 4 min 14 s 23     | Curtis Myden                                                                    | 4 min 15 s 33      |
| Relais               |                                                                 |                   |                                                                |                   |                                                                                 |                    |
| 4 × 100 m nage libre | Australie Ian Thorpe Ashley Callus Chris Fydler Michael Klim*   | 3 min 13 s 67 RM  | États-Unis Neil Walker Anthony Ervin Gary Hall Jr. Jason Lezak | 3 min 13 s 86     | Brésil Edvaldo Valério Gustavo Borges Carlos Jayme Fernando Scherer             | 3 min 17 s 40      |
| 4 × 200 m nage libre | Australie Todd Pearson Ian Thorpe Bill Kirby Michael Klim       | 7 min 07 s 05 RM  | États-Unis Jamie Rauch Josh Davis Scott Goldblatt Klete Keller | 7 min 12 s 64     | Pays-Bas Martijn Zuijdweg Johan Kenkhuis Pieter van den Hoogenband Marcel Wouda | 7 min 12 s 70      |
| 4 × 100 m 4 nages    | États-Unis Lenny Krayzelburg Ed Moses Ian Crocker Gary Hall Jr. | 3 min 33 s 73 RM  | Australie Matt Welsh Regan Harrison Geoff Huegill Michael Klim | 3 min 35 s 27     | Allemagne Stev Theloke Jens Kruppa Thomas Rupprath Torsten Spanneberg           | 3 min 35 s 88      |

L'Australien Michael Klim bat le record du monde du 100 m nage libre lors du premier relais du 4 × 100 m nage libre.

### Femmes
| Discipline           | Médaille d'or                                                         | Médaille d'or    | Médaille d'argent                                                            | Médaille d'argent | Médaille de bronze                                                                | Médaille de bronze |
| Nage libre           |                                                                       |                  |                                                                              |                   |                                                                                   |                    |
| 50 m                 | Inge de Bruijn                                                        | 24 s 32          | Therese Alshammar                                                            | 24 s 51           | Dara Torres                                                                       | 24 s 63            |
| 100 m                | Inge de Bruijn                                                        | 53 s 83          | Therese Alshammar                                                            | 54 s 33           | Dara Torres Jenny Thompson                                                        | = 54 s 43          |
| 200 m                | Susie O'Neill                                                         | 1 min 58 s 24    | Martina Moravcová                                                            | 1 min 58 s 32     | Claudia Poll                                                                      | 1 min 58 s 81      |
| 400 m                | Brooke Bennett                                                        | 4 min 05 s 80    | Diana Munz                                                                   | 4 min 07 s 07     | Claudia Poll                                                                      | 4 min 07 s 83      |
| 800 m                | Brooke Bennett                                                        | 8 min 19 s 67    | Yana Klochkova                                                               | 8 min 22 s 66     | Kaitlin Sandeno                                                                   | 8 min 24 s 29      |
| Papillon             |                                                                       |                  |                                                                              |                   |                                                                                   |                    |
| 100 m                | Inge de Bruijn                                                        | 56 s 61 RM       | Martina Moravcová                                                            | 57 s 97           | Dara Torres                                                                       | 58 s 20            |
| 200 m                | Misty Hyman                                                           | 2 min 05 s 88    | Susie O'Neill                                                                | 2 min 06 s 58     | Petria Thomas                                                                     | 2 min 07 s 12      |
| Dos                  |                                                                       |                  |                                                                              |                   |                                                                                   |                    |
| 100 m                | Diana Mocanu                                                          | 1 min 00 s 21    | Mai Nakamura                                                                 | 1 min 00 s 55     | Nina Zhivanevskaya                                                                | 1 min 00 s 89      |
| 200 m                | Diana Mocanu                                                          | 2 min 08 s 16    | Roxana Maracineanu                                                           | 2 min 10 s 25     | Miki Nakao                                                                        | 2 min 11 s 05      |
| Brasse               |                                                                       |                  |                                                                              |                   |                                                                                   |                    |
| 100 m                | Megan Quann                                                           | 1 min 07 s 05    | Leisel Jones                                                                 | 1 min 07 s 49     | Penny Heyns                                                                       | 1 min 07 s 55      |
| 200 m                | Ágnes Kovács                                                          | 2 min 24 s 35    | Kristy Kowal                                                                 | 2 min 24 s 56     | Amanda Beard                                                                      | 2 min 25 s 35      |
| 4 nages              |                                                                       |                  |                                                                              |                   |                                                                                   |                    |
| 200 m                | Yana Klochkova                                                        | 2 min 10 s 68    | Beatrice Caslaru                                                             | 2 min 12 s 57     | Cristina Teuscher                                                                 | 2 min 13 s 32      |
| 400 m                | Yana Klochkova                                                        | 4 min 33 s 59 RM | Yasuko Tajima                                                                | 4 min 35 s 96     | Beatrice Caslaru                                                                  | 4 min 37 s 18      |
| Relais               |                                                                       |                  |                                                                              |                   |                                                                                   |                    |
| 4 × 100 m nage libre | États-Unis Amy Van Dyken Courtney Shealy Jenny Thompson Dara Torres   | 3 min 36 s 61 RM | Pays-Bas Manon van Rooijen Wilma van Hofwegen Inge de Bruijn Thamar Henneken | 3 min 39 s 83     | Suède Johanna Sjöberg Therese Alshammar Louise Jöhncke Anna-Karin Kammerling      | 3 min 40 s 30      |
| 4 × 200 m nage libre | États-Unis Diana Munz Jenny Thompson Samantha Arsenault Lindsay Benko | 7 min 57 s 80    | Australie Giaan Rooney Petria Thomas Kirsten Thomson Susie O'Neill           | 7 min 58 s 52     | Allemagne Franziska van Almsick Antje Buschschulte Sara Harstick Kerstin Kielgass | 7 min 58 s 64      |
| 4 × 100 m 4 nages    | États-Unis Dara Torres Barbara Bedford Megan Quann Jenny Thompson     | 3 min 58 s 30 RM | Australie Petria Thomas Leisel Jones Susie O'Neill Dyana Calub               | 4 min 01 s 59     | Japon Masami Tanaka Sumika Minamoto Mai Nakamura Junko Onishi                     | 4 min 04 s 16      |

## Référence
- (en) Résultats officiels de la natation aux Jeux olympiques de 2000, sur omegatiming.com.